# Jeanne Hébuterne (Troyes)
Jeanne Hébuterne est un tableau réalisé par le peintre italien Amedeo Modigliani en 1918. Cette huile sur toile est l'un des nombreux portraits que réalise l'artiste de Jeanne Hébuterne, laquelle est ici figurée avec un haut et un couvre-chef d'un brun orangé. L'œuvre est conservée au musée d´Art moderne de Troyes.

## Description
Jeanne Hébuterne apparaît portant un vêtement jaune similaire dans au moins deux autres portraits par Amedeo Modigliani où il la représente à mi-corps plutôt qu'en buste.

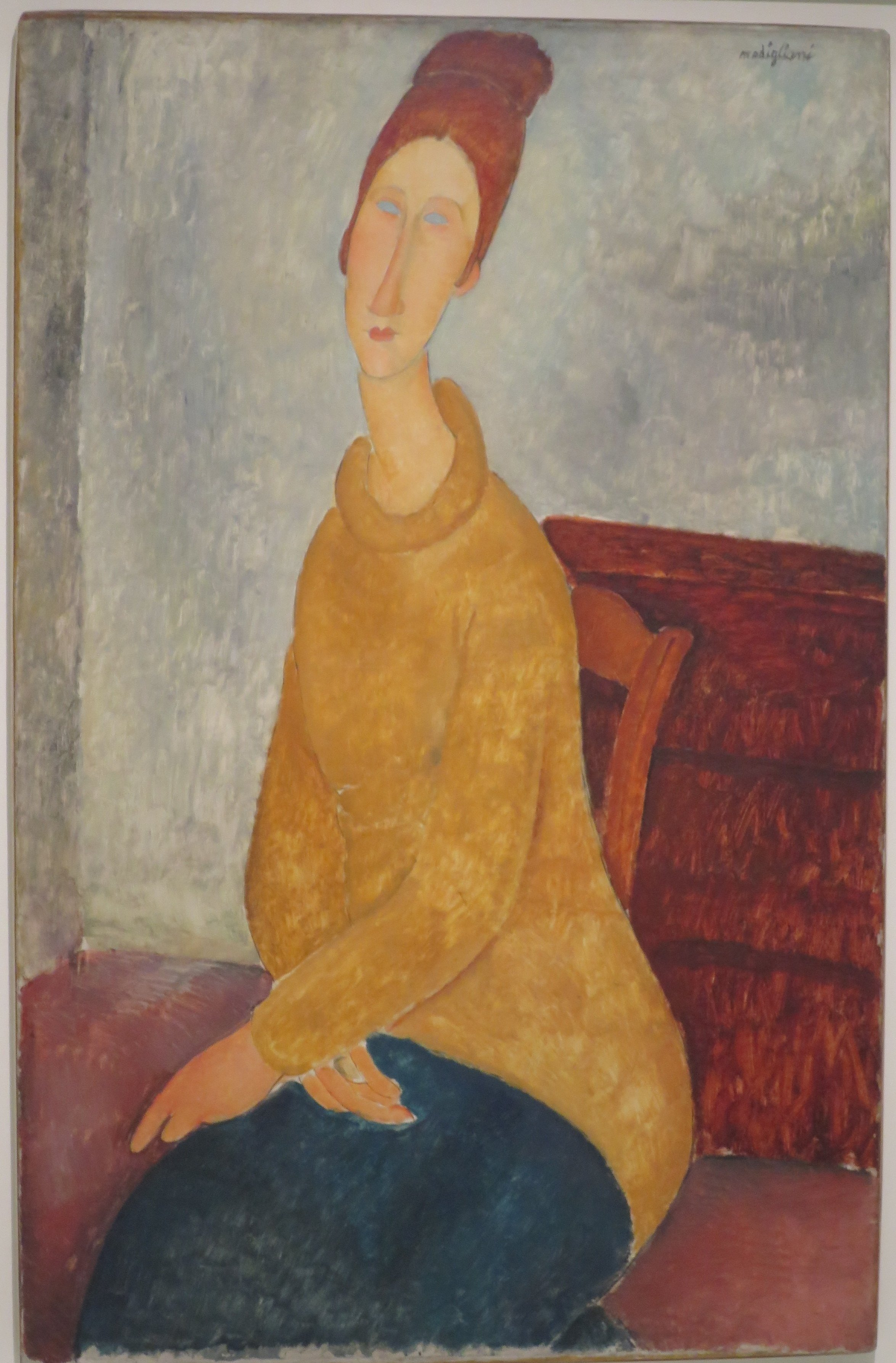
Le Sweater jaune, 1918-1919 – Musée Solomon-R.-Guggenheim, New York.
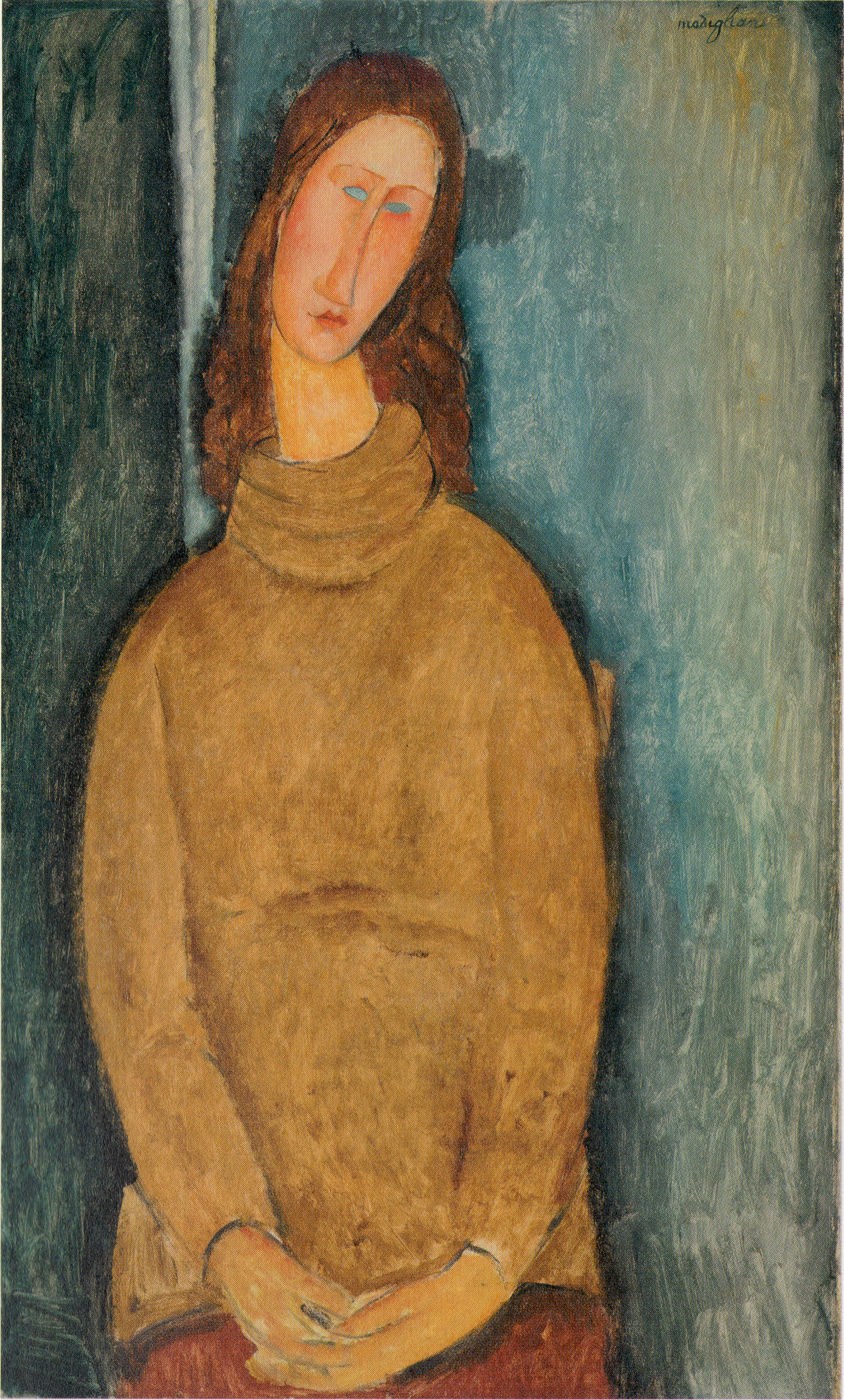
Jeanne Hébuterne au chandail jaune, 1919 – Musée d'Art Ōhara, Kurashiki.